# Hierve el Agua
Hierve el Agua és un sistema de cascades petrificades, formades per carbonat de calci. Les cascades són d'origen natural i es van formar fa milers d'anys, per l'escorriment d'aigua amb alt contingut de minerals. El lloc se situa a uns 50 km de la ciutat d'Oaxaca, a la població de San Isidro Roaguía, municipi de San Lorenzo Albarradas, estat d'Oaxaca, a Mèxic, a la rodalia de la zona arqueològica de Mitla i a 630 km de la Ciutat de Mèxic.
És també un lloc d'interès arqueològic, ja que posseeix un complex sistema d'irrigació i terrasses construït pels zapoteques fa uns 2.500 anys.
L'aigua té una temperatura d'uns 25 graus centígrads i les cascades tenen entre 12 i 30 metres d'alt. La deu que va donar origen a les cascades es va aprofitar per formar un gran safareig que actualment funciona com a balneari natural per la seva aigua. A més, a la zona hi ha algunes gorgues naturals excavades des d'on es poden observar molt bé les cascades petrificades.
Les aigües termals, la bellesa natural i el jaciment arqueològic han permès que avui sigui un lloc d'interès ecoturístic. Actualment compta amb instal·lacions per passar la nit, vestidors, banys i serveis alimentaris.
L'única cascada similar és la de Pamukkale, situada a Turquia.